# Crotalus adamanteus
Il crotalo diamantino orientale (Crotalus adamanteus Palisot de Beauvois, 1799) è una specie di crotalo velenoso che vive negli Stati Uniti sud-orientali. È il più pesante (sebbene non il più lungo) dei serpenti velenosi delle Americhe ed il più grosso dei serpenti a sonagli. Al 2009 non erano note sue eventuali sottospecie.

## Descrizione
È la specie di serpente a sonagli più grossa. Le misurazioni maggiori sono di 244 cm (Klauber, 1972) e 251,5 cm (Ditmars, 1936). In cattività, alcuni esemplari sono arrivati a pesare 12 kg. Comunque, la misurazione massima è stata messa in discussione a causa della mancanza di campioni positivi.
Esemplari di Crotalo adamantino che superino i 210 cm sono rari, ma piuttosto documentati. Nel 1997, Klauber menziona una lettera ricevuta nel 1953 da E. Ross Allen, nella quale egli racconta di come, per anni, avesse offerto una ricompensa di 200 dollari per un esemplare di 240 cm, vivo o morto; la ricompensa non fu mai ottenuta da nessuno. Tuttavia, Allen ricevette un certo numero di esemplari lunghi 210 cm e alcune pelli di esemplari di 240 cm; si ritiene però che le pelli siano state ottenute da esemplari di taglia ridotta (180 cm).

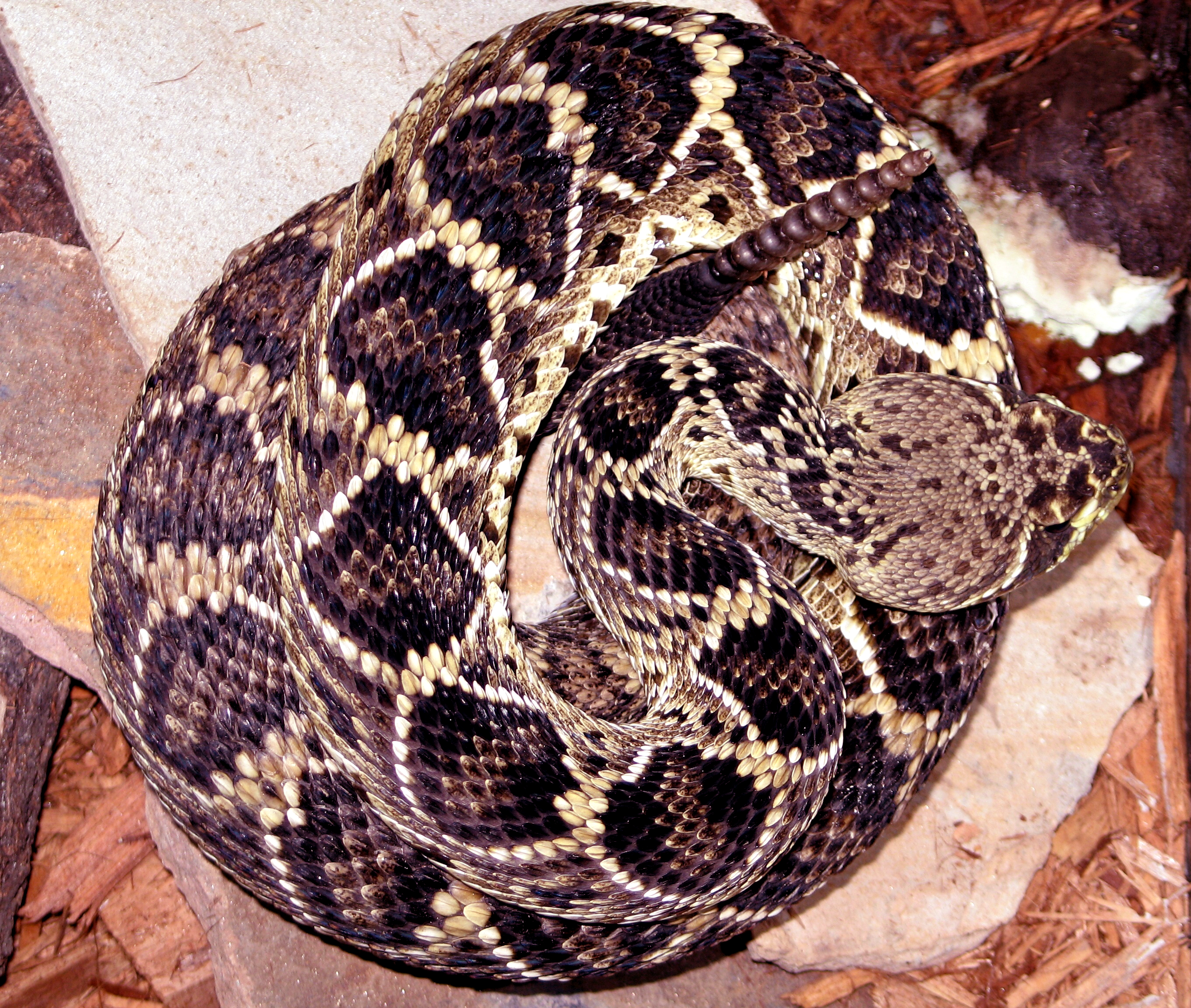
C.adamanteus

In media il Crotalo adamantino orientale misura fra i 110 e i 170 cm, gli 84 e i 183 cm. Uno studio ha riscontrato tuttavia una media lunghezza di 170 cm basandosi su un campione di trentuno maschi e quarantatré femmine.
Generalmente, possiede fra i 25 ed i 31 (talvolta anche ventinove) filari di scaglie dorsali, 165-176/179-187 scaglie ventrali e 27-33/20-26 scaglie subcaudali sia nei maschi che nelle femmine. Sul capo, le scaglie sono più alte di quanto siano larghe e sono a contatto con due serie di scaglie internasali. Ci sono fra le 10 e le 21 scaglie nella zona internasale-prefrontale e 5-11 (a volte 7-8) in quella intersopraoculare. Generalmente, ci sono due scaglie loreali fra le parti preoculari e quelle postnasali. 12-17 sono le scaglie sopralabiali, 15-21 le sublabiali.
La scala cromatica del Crotalo adamantino varia fra il marroncino, il marroncino giallo ed un marrone tendente al grigio, od una base cromatica tendenzialmente olivastra; su questa colorazione, si sviluppa una serie di 24-35 macchie che vanno dal marrone scuro al nero, leggermente più chiare a mano a mano che ci si avvicina al centro. Ciascuna di queste macchie più scure ha i bordi circondati da una fila di scaglie color crema o giallastre. Successivamente le scaglie più scure assumono una forma simile a bande incrociate e sono seguite da 5-10 striature attorno alla coda. L'addome dell'animale è giallastro o color crema con diffuse screziature nere lungo i fianchi. Sulla testa presenta una banda nera postoculare che si estende dalla parte posteriore dell'occhio all'indietro ed in basso verso la bocca, tanto da toccarne gli angoli con la parte più scura della striscia. I bordi di questa banda nera sono evidenziati da strisce di scaglie bianche o gialle.
Proporzionalmente alla sua lunghezza, il C. adamanteus ha le zanne più lunghe di qualunque altra specie di serpente a sonagli; si calcola che un esemplare lungo 240 cm abbia zanne lunghe 27 mm, mentre un esemplare di 160 cm le abbia lunghe 17 mm.

## Collocazione geografica
Fu trovato nella parte sud-orientale degli Stati Uniti, a sud-est della Carolina del Nord, a sud lungo la pianura peninsulare della Florida fino alle Florida Keys, e ad ovest lungo la costa del golfo, dal Mississippi meridionale al sud-est della Louisiana. La descrizione delle specie non include una zona tipica, benché Schmidt (1953), propose di limitarla a "Charleston, Carolina del Sud".

## Stato di conservazione
Questa specie non è classificata a rischio di estinzione.

## Habitat

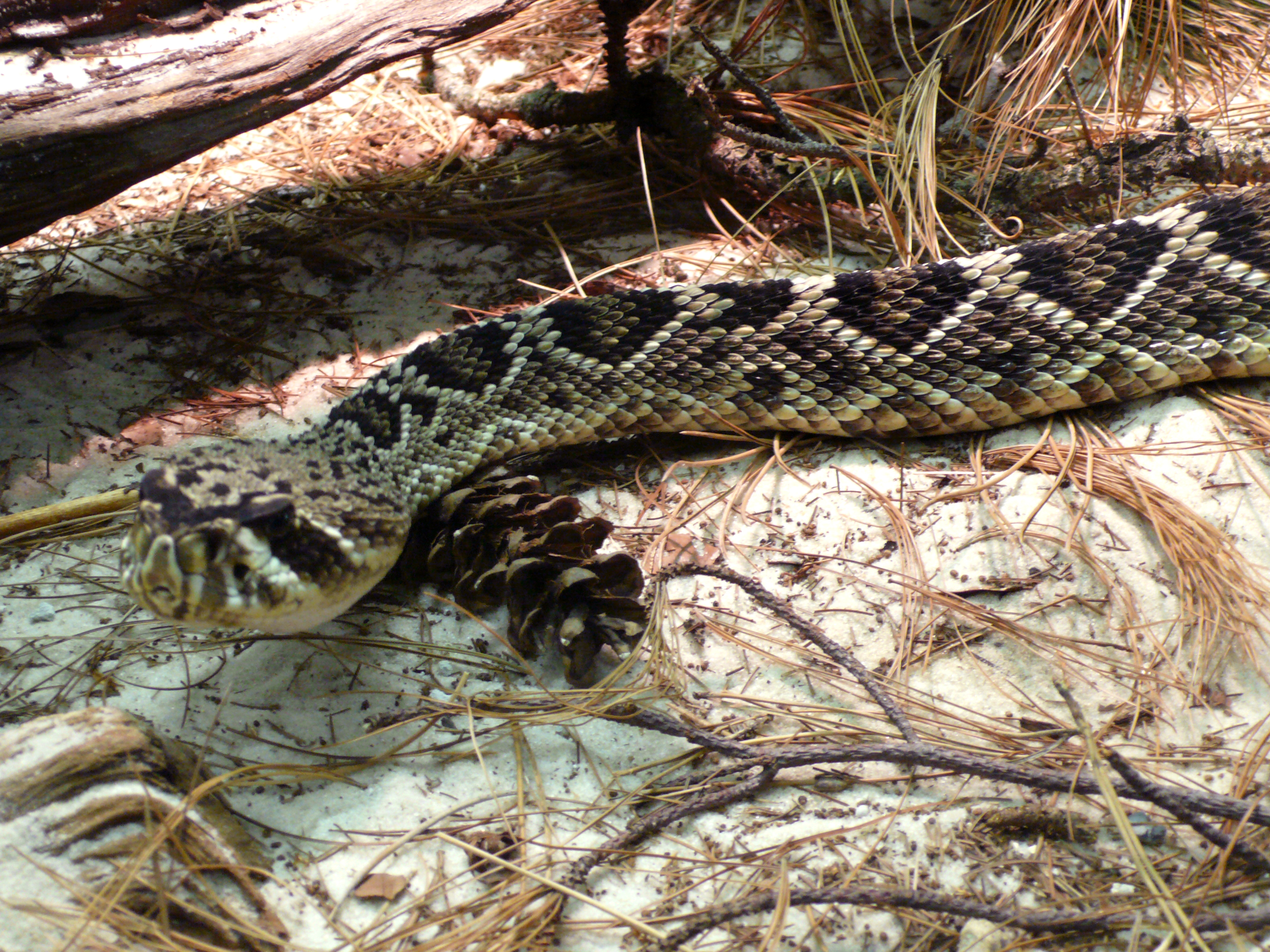
C.adamanteus

Abita asciutte pinete montane, sottoboschi di pini e palme, dune di sabbia, paludi (anche salmastri), così come praterie umide durante i periodi più caldi. In diverse aree sembra che il C.adamanteus usi in estate ed inverno tane fatte dalle tartarughe gopher.

## Comportamento
Come molti serpenti a sonagli, questa specie è terricola e non adatta ad arrampicarsi. Comunque, sono stati occasionalmente avvistati su cespugli od alberi, apparentemente in cerca d'una preda. Anche gli esemplari più grandi sono stati individuati al massimo a dieci metri dal suolo.
Il C. adamanteus è un ottimo nuotatore; esemplari sono stati visti talvolta attraversare tratti d'acqua fra cordoni litorali e la zona continentale della costa della Georgia, nel Golfo del Messico e nelle Florida Keys, a volte distanti miglia dalla terra.
L'indole del C. adamanteus è spesso differente a seconda dell'individuo; alcuni tentano un approccio ravvicinato restando in silenzio, altri iniziano a suonare il sonaglio ad una distanza di circa 6-9 metri. Il sonaglio è molto sviluppato ed infatti può essere udito anche da relativamente non molto vicino. Se minacciato, solleva da terra la metà anteriore del proprio corpo arrotolandosi a forma di S ed attacca ad una distanza di almeno un terzo della propria lunghezza. Molti sono in grado di attaccare ripetutamente, ma se gli riesce solitamente si ritirano mentre affrontano l'intruso e tornano indietro al proprio rifugio.
È credenza comune che questi serpenti debbano necessariamente far suonare il proprio sonaglio prima d'attaccare. Essi sono, in realtà, capacissimi di restare in silenzio prima di attaccare. Infatti, stando ad una certa ipotesi, gli individui che restano silenziosi hanno meno probabilità d'essere sentiti, visti e uccisi, e quindi potrebbero essere maggiormente in grado di trasmettere i propri geni di generazione in generazione, andando a costituire via via un tipo di serpente a sonagli che non adopera il proprio sonaglio.

## Alimentazione

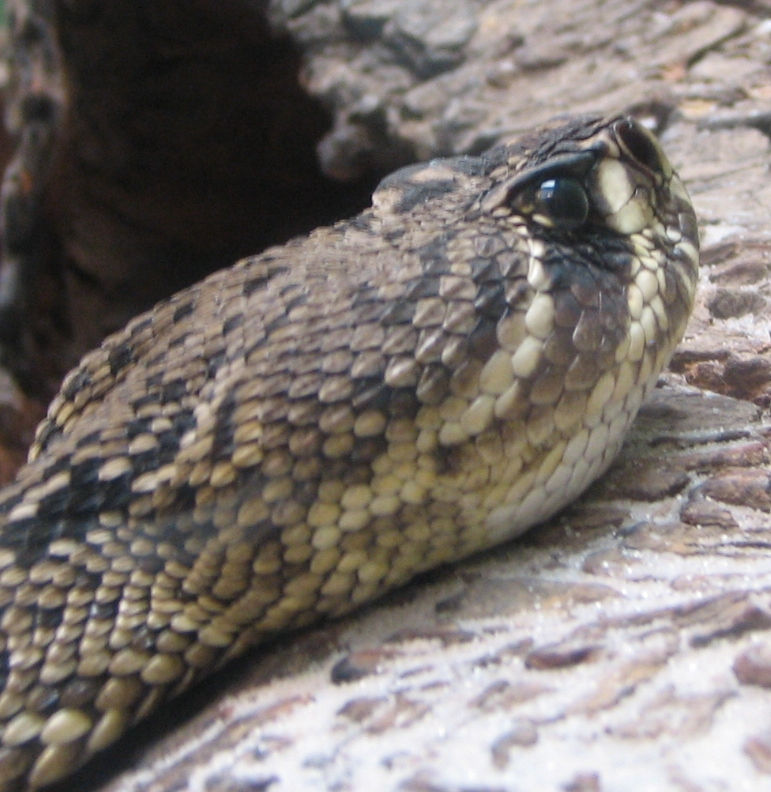
C.adamanteus

Il C. adamanteus si nutre essenzialmente di piccoli mammiferi, specialmente conigli e topi. La sua dieta include altresì volatili. Prima colpiscono la preda, poi seguono la scia d'odore lasciata dall'animale morente.
A causa delle sue grandi dimensioni, gli adulti non fanno fatica a mangiare prede grosse come conigli adulti. Gli esemplari più giovani sono capaci d'inghiottire topi adulti, anche se non disprezzano talvolta anche prede più piccole, come le lucertole.

## Riproduzione
I serpenti a sonagli, incluso il C. adamanteus, sono ovovivipari. Il tempo di gestazione oscilla fra i sei od i sette mesi e le covate in media sono di circa una dozzina di esemplari. Comunque, i piccoli restano con la madre solo per poche ore (talvolta giorni) prima di allontanarsi da soli per andare a caccia, sicché la mortalità fra i neonati è piuttosto alta.
Le femmine riescono a dare alla luce fra i sette e i ventuno piccolo per volta, di solito nel periodo fra luglio e l'inizio d'ottobre. I neonati sono lunghi 30–36 cm e somigliano in apparenza agli adulti, tranne che per l'avere solo un piccolo bottoncino sulla punta della coda.

## Cattività
In cattività il C.adamanteus può vivere anche vent'anni, una lasso di tempo considerevolmente lungo, soprattutto se si considera che allo stato brado la durata della vita si riduce considerevolmente, sia per la caccia sia per l'espansione dell'uomo.
Gli esemplari adulti catturati in natura sono difficili da mantenere in cattività; viceversa, quelli nati in cattività resistono meglio e mangiano volentieri prede già uccise, come i topi da laboratorio. Per ospitare un C.adamanteus occorre una gabbia asciutta e ben ventilata con un ambiente nascosto; la temperatura dev'essere mantenuta attorno ai 23-27 °C.

## Veleno
Questa specie è considerata la più velenosa del nord America. Wright e Wright (1957) parlano di un tasso di mortalità pari al 30% e raccontano di vittime morte entro poche ore.
Il C. adamanteus ha una grande produzione di veleno: circa 400–450 mg, fino ad un massimo di 858-1.000 mg. La dose stimata mortale per un uomo si attesta attorno ai 100–150 mg.